# Arquibaldo Douglas, 5.º conde de Angus
Arquibaldo Douglas, 5.º Conde de Angus (em inglês: Archibald Douglas; Castelo Tantallon, East Lothian, c. 1449 — Whithorn, Dumfries and Galloway, outubro de 1513), foi um magnata escocês no fim do período medieval. Ficou conhecido como "Bell the Cat". Tornou-se o fidalgo mais poderoso do reino em decorrência de uma rebelião bem sucedida e transformou sua família na mais importante do reino.

## Biografia
Angus, nasceu aproximadamente em 1449 no Castelo Tantallon, em East Lothian, sucedeu a seu pai, Jorge Douglas, 4.º Conde de Angus, em 1462 ou 1463, quando tinha catorze anos de idade.
Em 1481, Angus se tornou warden da marca leste, mas no ano seguinte entrou para a liga que se opunha a Jaime III e a seu favorito, Robert Cochrane, em Lauder. Foi nessa ocasião que ganhou seu apelido oferecendo-se para "bell the cat" (prender o sino no pescoço do gato), mais especificamente, para lidar com Cochrane, começando por atacá-lo, arrancando sua corrente de ouro do pescoço, e depois ordenando o enforcamento de Cochrane e de outros favoritos do rei. (A frase "prender o sino no pescoço do gato" vem de uma das fábulas de Esopo, "O Conselho dos Ratos", e refere-se a uma tarefa perigosa realizada em benefício de todos.)
Posteriormente, se associou a Alexander Stuart, Duque de Albany, em conluio com Eduardo IV de Inglaterra em 11 de fevereiro de 1483, assinando a convenção em Westminster, que reconhecia a soberania do rei inglês. Porém, em março, Albany e Angus desistiram de seu compromisso firmado, e aparentemente pelo menos, juraram sua fidelidade ao rei escocês, e receberam o perdão por sua traição.
Após um período de paz entre eles, Angus e o rei começaram novamente a brigar. Angus agora decidiu rebelar-se contra o rei. Tendo o apoio desta vez da nobreza escocesa, marchou contra Jaime III e se enfrentaram na Batalha de Sauchieburn, na qual o rei foi morto.
Angus se tornou um dos guardiões do jovem rei Jaime IV, mas logo perdeu influência para os Homes e os Hepburns, e a administração das marcas passou para Alexander Home. Embora aparentemente mantendo boas relações com Jaime, Angus traiçoeiramente fez um tratado com Henrique VII aproximadamente em 1489 ou 1491, pelo qual ele se comprometeu em manter suas relações com Jaime de acordo com as instruções dadas pela Inglaterra. Concordou também em entregar o Castelo Hermitage, facilitando o ingresso inglês na Escócia através de Liddesdale, com a promessa de receber em compensação propriedades inglesas.
Em outubro de 1491, Angus fortaleceu o seu castelo de Tantallon contra um provável ataque de Jaime, mas teve que se submeter e trocar sua propriedade em Liddesdale e o Castelo Hermitage para o senhorio de Bothwell.
Em 1493 Angus retomou novamente as graças do rei, recebendo várias concessões de terras. Tornou-se Chanceler, cujo cargo reteve até 1498. Em 1501, em desgraça, mais uma vez, ficou confinado no Castelo de Dumbarton. No desastre de Flodden Field em 1513, apesar de não estar presente, Angus perdeu seus dois filhos mais velhos. Como a nação escocesa ainda se recuperando do fracasso, Angus foi nomeado um dos conselheiros de Margarida Tudor, a rainha regente; mas o recém-nomeado conselheiro morreu no final de outubro de 1513. Seu sucessor para o Condado de Angus foi seu neto, Arquibaldo Douglas, 6° Conde de Angus.

## Casamentos e filhos
Angus casou-se quatro vezes:
1. Catarina Seton, filha de Alexander Gordon, 1.º Conde de Huntly
2. Em 4 de março de 1467: Isabel, filha de Robert Boyd, 1.º Lorde Boyd
3. Aproximadamente em 1498: Janete, filha de John Kennedy, 2.º Lorde Kennedy
4. Em 1500: Catarina Stirling.

### Filhos do segundo casamento
- Jorge Douglas, Master de Angus (1469-9 de setembro de 1513), casou em março de 1488 com Lady Elizabeth Drummond; deixou descendentes, morreu na Batalha de Flodden
- Mariot Douglas (nasceu em 1470), casou com Cuthbert Cunningham, 2.º Conde de Glencairn; deixou descendentes
- William Douglas (1471-9 de setembro de 1513), casou com Isabel Auchinleck; deixou descendentes, morreu na Batalha de Flodden
- Gavin Douglas, bispo de Dunkeld (nasceu em 1472)
- Isabel Douglas (nasceu em 1474)
- Arquibaldo Douglas de Kilspindie (1475-c. 1540), recebeu o apelido de Greysteil por Jaime V da Escócia
- Janete Douglas (nasceu em 1476)

### Filhos do terceiro casamento
- Maria Douglas